# Тресет
Тресет је врста тла које настаје у влажним стаништима умереног климатског појаса, таложењем и делимичним распадањем биљног материјала. Велике наслаге тресета налазе се у Канади, Кини, Индонезији, Русији и САД. Тресет се користи као органско гориво. Делимично угљенисање овог материјала може бити први корак у процесу стварања угља. Осушена тресет лако гори и при сагоревању ствара велику количину дима. Може се користити за грејање домаћинства и у котларницама. Тресет има све већи удео у укупној потрошњи горива у свету. Главни потрошачи су Финска, Ирска, Русија и Шведска.
Тресет је јединствен за природна подручја која се зову тресетишта, мочваре, глибове, вресишта или мошусе. Екосистем тресетишта покрива 37 милиона квадратних километара (14 милиона квадратних миља) и најефикаснији је сливник угљеника на планети, јер биљке тресетишта прихватају 2 који се природно ослобађа из тресета, одржавајући равнотежу. У природним тресетиштима „годишња стопа производње биомасе је већа од стопе разградње“, али су потребне „хиљаде година да тресетишта развију наслаге од 15 до 23 м [49 до 75 фт], што је просечна дубина бореалних [северних] тресетишта“, у којима се складишти око 415 гигатона (457 милијарди кратких тона; 408 милијарди дугих тона) угљеника (око 46 пута веше од глобалне емисије 2 у 2019. години). На глобалном нивоу, тресетишта складиште до 550 гигатона (610 милијарди кратких тона; 540 милијарди дугих тона) угљеника, што представља 42% укупног угљеника у тлу и премашује угљеник ускладиштен у свим осталим врстама вегетације, укључујући светске шуме. Широм света тресет покрива само 3% површине земље, али складишти трећину Земљиног угљеника у тлу. Sphagnum маховина, која се назива и тресетна маховина, једна је од најчешћих компоненти у тресету, мада многе друге биљке могу томе допринети. Биолошке особине маховине сфагнума стварају станиште које помаже стварању тресета, феномен назван 'манипулација стаништем'. Земљишта која се састоје углавном од тресета позната су као хистосоли. Тресет се формира у мочварним условима, где поплаве или стајаћа вода ометају проток кисеоника из атмосфере, успоравајући брзину разградње.
Тресетишта, посебно мочваре, су примарни извор тресета; мада ређе мочваре, укључујући низијска блата, покосине и мочварне шуме, такође таложе тресет. Пејзажи прекривени тресетом дом су специфичних врста биљака, укључујући маховину Sphagnum, вресасто грмље и шиљеве (за више информација о овом аспекту тресета погледајте мочвару). Будући да се органска материја акумулира током хиљада година, наслаге тресета пружају евиденцију о прошлој вегетацији и клими чувајући биљне остатке, попут полена. То омогућава реконструкцију прошлих средина и проучавање промена у коришћењу земљишта.
Тресет се прикупља као извор горива у појединим деловима света. По обиму, на свету постоји око 4 билиона кубних метара (5,2 билиона кубних јарди) тресета, који покрива укупно око 2% глобалне копнене површине. Временом је формирање тресета често први корак у геолошком формирању фосилних горива попут угља, посебно угља ниске класе као што је лигнит.
Међувладин панел о климатским променама (IPCC) не класификује тресет као фосилно гориво, нити као обновљиво гориво, и напомиње да су његове емисионе карактеристике сличне фосилним горивима. Са , интензитет емисије угљен-диоксида тресета је већи од интензитета угља (са 94,6 ) и природног гаса (са 56,1) (IPCC). Тресет није обновљиви извор енергије, јер његова стопа екстракције у индустријским земљама далеко премашује његову спору стопу поновног раста од 1 mm (0,04 in) годишње, а исто тако је познато да до раста тресета долази само у 30–40% тресетишта.

## Налазишта
Наслаге тресета налазе се на многим местима широм света. Знатна налазишта постоје у земљама с умереном и хладном климом, као што су Ирска, Русија, Белорусија, Украјина, Финска, Естонија, Шкотска, Пољска, северна Немачка, Холандија, земље Скандинавије и Канада те савезне државе Мичиген, Минесота и Флорида у Сједињеним Америчким Државама. На јужној хемисфери велика су налазишта на Новом Зеланду, у јужној Патагонији и на Фолкландским острвима.
Око 60% светских мочварних подручја је тресет. Око 7% од укупних налазишта тресета искориштава се за пољопривреду и шумарство. У одговарајућим условима тресет ће се претворити у угљен лигнит током геолошког временског раздобља.

## Настанак
Стални вишак воде из падавина или из подземних вода доводи до мањка кисеоника у земљишту, што даље доводи до непотпуне разградње биљних остатака, који се таложе као тресет. Гомилањем тресета, живо тресетиште расте - уздиже се. Биљне заједнице које успевају у таквим условима називају се цретови, а најважнију улогу у њима имају маховине. Главнину ових биљних заједница чине маховине рода Sphagnum, који је по овом станишту добио назив махови тресетари.
За разлику од тресетишта, у мочварама потпуна засићеност водом није непрекидна. Повремено исушивање у мочварама резултује потпуном разградњом органских супстанци у хумус.

## Распрострањеност
Погодни услови за настанак тресета налазе се свуда где постоји велика количина падавина: у Северној Америци, Северној Европи, северној и југоисточној Азији, у подручју амазонског базена... Ту су настала тресетишта с различитим врстама цретова, што зависи од састава подлоге и порекла воде која напаја тресетиште. Слојеви могу бити различитих дебљина а укупне површине тресетишта чине 4 милиона квадратних километара што је око 3% површине земљиног копна. Најбогатији тресетиштима су северни делови Русије, Аљаске и Канаде.

## Експлоатација
Тресет је од давнина ископаван, сушен и коришћен као гориво.
Тресетишта се због повећане влажности не могу користити за пољопривреду. Но, одувек се радило на њиховој култивизацији, пре свега одводњавањем.
Једним од најстаријих исушивања тресетишта може се сматрати исушивање Римског форума. На том месту раније се налазила мочвара. Подручје је исушено градњом Клoака максиме (лат. Cloaca Maxima), дела старе римске канализације.
Прво организовано култивисање тресетишта спроводили су Цистерцити још у раном средњем веку, но исушивање је престало већ у касном средњем веку, као једна од последица Тридесетогодишњег рата.
Недовољно разумевање важности овог станишта резултовало је у 20. веку великим мелиорацијским захватима, по правилу иницираним и подстицаним од стране појединих држава. Тек током крајем 20. века и почетком 21. века раст еколошке свести чини да са у неким државама ради на заштити њихових остатака.

## Својства и примена тресета
Тресет је мекан и лако се компримира (стисне, стлачи). Под притиском вода излази из тресета. Након сушења тресет се може користити као гориво. У неким земљама тресет је индустријски важан извор енергије, на пример у Ирској и Финској, где се убира на индустријским размерама. У многим земљама, укључујући Ирску и Шкотску, где су стабла ретка, тресет је традиционално кориштен за кување и грејање у домаћинствима. Хрпе тресета ископаног из мочварног тла још се могу видети како се суше у руралним подручјима.
Изолацијска својства тресета корисна су у индустрији.
Запаљени тресет користи се за сушење сладног јечма у дестилеријама шкотског вискија. То даје шкотском вискију препознатљив укус по диму.
Иако људи увелико користе тресет, с времена на време он изазива озбиљне проблеме. Када се осуши, он представља велики ризик од шумских пожара јер запаљени тресет може горети јако дуго. Тресет се чак може запалити испод тла, упаливши се након зиме, под условом да до њега допире кисеоник. Налазишта (депозити) тресета такође узрокују велике невоље градитељима различитих објеката, цеста и жељезнице, јер се јако деформирају чак и под релативно малим оптерећењима.
Мочварна тресетишта су имала значајну ритуалну улогу у бронзаном и жељезном јер су тадашњи људи сматрали (или барем повезивали) тресетиште с домом богова природе или духова. Тела жртава обредног жртвовања нађена су на бројним локацијама у Енглеској, Ирској и посебно северној Немачкој и Данској, чак готово савршено очувана због урањања у воду с киселином (види Толундски човек, један од најпознатијих примера таквих мочварних тела).
Некад су тресетишта имала значај и у металургији. Током средњег века тресетишта су била главни извор жељеза од тресета, које су Викинзи користили за израду мачева и оклопа.
Многа мочварна тресетишта широм обале Малезије служе као природно средство за ублажавање поплава и као природна устава водених таласа при чему сваки прилив воде апсорбује тресет. Но ово је делотворно само ако постоје шуме, јер оне спречавају пожаре тресетишта.

### У Ирској
У Ирској се тресет пуно користи у домаћинствима и индустрији. У Републици Ирској предузеће Борд на Мона, које је у државном власништву, одговорно је за управљање производњом тресета. Оно производи млевени тресет који се користи у електранама. Такође продаје гориво од тресета у облику брикета који се користе за грејање у домаћинствима. То су дугуљасти штапићи густо компримованог, сувог тресета. Брикети углавном горе без дима у кућним каминима и пећима те су у широкој упораби у ирским домовима и градовима, где је забрањено користити угљен који се пуно дими. Исушене тресетске ледине врло се често искориштавају у руралним подручјима.

### У Финској
Клима, земљописни положај и околина у Финској погодују кориштењу тресета. Тресет је доступан у знатним количинама. Неке процене говоре да је количина тресета само у Финској и двапут већа од резерви нафте у Северном мору. Овај обилан извор (често помешан с дрветом) користи се за производњу електричне и топлотне енергије. Тресет осигурава 6,2% финске годишње производње енергије. Удео тресета у емисији стакленичких гасова у Финској може прећи количину од 10 милиона тона угљен диоксида, што је једнако укупној емисији коју стварају сва путничка возила у Финској.
Финска сврстава тресет у споро обновљиво гориво биомасе, а тај је став преузела и Европска унија. Међувладин панел о климатским променама заузео је став да тресет није фосилно гориво. Произвођачи тресета у Финској често истичу да је тресет специјални облик биогорива, због релативно брзог поновног успостављања нивоа ослобођеног 2, ако мочварна тресетишта не буду пошумљена идућих 100 година. Такође, тресетишта која су исушена пољопривредом и сечом шума активно ослобађају више CO2 годишње него што га ослобађа производња енергије од тресета у Финској. Обнова само једног тресетишта изузетно је спора, траје од 1,000 до 5,000 година. Надаље, уобичајена је пракса да шуме користе тресетишта уместо да им се пружи шанса да се обнове, што води нижим нивоима залиха CO2 него у оригиналним тресетиштима.
У , емисије угљен диоксида од тресета су више него од угљена (за 94,6 ) и природног гаса (за 56,1) (IPCC). Према једној студији, повећавајући количину дрва у мешавини горива са садашњих 2,6% на 12,5% смањила би емисију на 93 , а треба само мало напора да се то направи.
Неки конзерватори тресет су видјели као главну претњу мочварној биоразноликости у Финској. Међународна групација за очување мочвара (IMCG) у 2006. је позвала локалну и националну владу Финске на заштиту и конзервирање остатака давног тресетског екосистема. То укључује престанак одводње и исушивања тресетишта у нетакнутим мочварним подручјима и напуштање садашњих и планираних извлачења подземних вода које могу утицати на ова подручја.